# Dishman
Dishman az Amerikai Egyesült Államok északnyugati részén, Washington állam Spokane megyéjében elhelyezkedő egykori statisztikai település, 2003 óta Spokane Valley része. A 2000. évi népszámláláskor 10 031 lakosa volt.
Dishmant a kőbánya-tulajdonos A.T. Dishman alapította.

## Népesség
A 2000-es népszámláláskor   10 031 lakója, 4151 háztartása és 2565 családja volt. A népsűrűség 1153 fő/km2. A lakóegységek száma 4408, sűrűségük 506,7 db/km2. A lakosok 92,93%-a fehér, 0,81%-a afroamerikai, 1,81%-a indián, 1,33%-a ázsiai, 0,03%-a a Csendes-óceáni szigetekről származik, 1,1%-a egyéb-, 1,99%-a pedig kettő vagy több etnikumú. A spanyol vagy latino származásúak aránya 2,89% (1,9% mexikói, 0,3% Puerto Ricó-i,  0,7% pedig egyéb spanyol/latino származású.)
A háztartások 29,6%-ában élt 18 évnél fiatalabb. 44,5% házas, 12,4% egyedülálló nő; 38,2% pedig nem család. 31,2% egyedül élt; 10,4%-uk 65 éves vagy idősebb. Egy háztartásban átlagosan 2,36 személy élt; a családok átlagmérete 2,96 fő.
Lakóinak 24,6%-a 18 évesnél fiatalabb, 9,7% 18 és 24 év közötti, 29,3%-uk 25 és 44 év közötti, 21%-uk 45 és 64 év közötti, 15,5%-uk pedig 65 éves vagy idősebb. A medián életkor 37 év volt. Minden 100 nőre 97,1 férfi jut; a 18 évnél idősebb nőknél ez az arány 93.
A háztartások medián bevétele 32 512 amerikai dollár, ez az érték családoknál $40 085. A férfiak medián keresete $30 929, míg a nőké $23 388. Az egy főre jutó bevétel (PCI) $16 721. A családok 10,4%-a, a teljes népesség 14,2%-a élt létminimum alatt; a 18 év alattiaknál ez a szám 23,2%, a 65 évnél idősebbeknél pedig 8,1%.

## Fordítás
Ez a szócikk részben vagy egészben  a   Dishman, Washington című angol Wikipédia-szócikk ezen változatának fordításán alapul.  Az eredeti cikk szerkesztőit annak laptörténete sorolja fel. Ez a jelzés csupán a megfogalmazás eredetét és a szerzői jogokat jelzi, nem szolgál a cikkben szereplő információk forrásmegjelöléseként.